# Quedius ochropterus
Quedius ochropterus – gatunek chrząszcza z rodziny kusakowatych i podrodziny kusaków.

## Taksonomia
Gatunek ten opisany został po raz pierwszy w 1840 roku przez Wilhelma Ferdinanda Erichsona. Jako miejsce typowe wskazano Austrię. Zalicza się do niego dwa podgatunki:
- Quedius ochropterus dorni Korge, 1969
- Quedius ochropterus ochropterus Erichson, 1840

Ten pierwszy opisany został w 1969 roku przez Horsta Korgego na łamach „Mitteilungen der Deutschen Entomologischen Gesellschaft”. Jako miejsce typowe wskazano Pamporowo w Rodopach na południu Bułgarii.

## Morfologia
Chrząszcz o wydłużonym ciele długości od 9 do 11,5 mm. Głowa jest owalna, lekko ku tyłowi zwężona, smolistobrunatna z brunatnoczerwonymi czułkami i głaszczkami. Wyposażona jest w wyraźnie uwypuklone oczy nieznacznie dłuższe od dwukrotności długości skroni. Czułki mają człon pierwszy krótszy niż dwa następne razem wzięte. Na czole znajdują się po dwa punkty przednie i tylne; brak jest punktów dodatkowych między przednimi oraz między tylnymi a krawędziami oczu. Mikrorzeźba ciemienia ma postać poprzecznych linii. Przedplecze jest wypukłe, smolistobrunatne, w kątach przednich z mikrorzeźbą o głównie wielokątnych, miejscami okrągławych oczkach. Na powierzchni tarczki brak jest punktowania. Pokrywy są wyraźnie krótsze od przedplecza, brunatnoczerwone, czasem z parą ciemnych plam w pobliżu szwu. Powierzchnia pokryw jest porośnięta niezłocistymi włoskami, stosunkowo delikatnie punktowana i między punktami gładka, błyszcząca, pozbawiona mikrorzeźby. Odwłok jest smolisty z metalicznym połyskiem i brunatnoczerwono rozjaśnionymi tylnymi krawędziami tergitów. W sąsiedztwie bocznych krawędzi tergitów nie występują kępki złotych włosków.

## Ekologia i występowanie
Owad głównie górski, bytujący w ściółce, pod opadłymi liśćmi, wśród mchów, pod murszejącą korą oraz butwiejących starych pniakach i kłodach.
Gatunek palearktyczny, europejski. Podgatunek nominatywny znany jest z Hiszpanii, Francji, Niemiec, Szwajcarii, Austrii, Włoch, Słowenii, Polski, Czech, Słowacji, Węgier, Ukrainy, Rumunii, Chorwacji, Bośni i Hercegowiny, Serbii, Czarnogóry, Albanii, Macedonii Północnej oraz europejskiej części Turcji. Swym zasięgiem obejmuje m.in. Pireneje, Wogezy, Alpy, Apeniny, Las Czeski, Sudety, Karpaty i góry Półwyspu Bałkańskiego. W Polsce podawany jest z Dolnego i Górnego Śląska, Wyżyny Krakowsko-Częstochowskej, Beskidu Zachodniego, Tatr, Gór Sanocko-Turczańskich i Puszczy Białowieskiej.
Podgatunek Q. o. dorni występuje endemicznie w bułgarskich Rodopach.